# Trochinae
Trochinae zijn een onderfamilie van weekdieren uit de klasse van de Gastropoda (slakken).

## Geslachten
- Cantharidella Pilsbry, 1889
- Clanculus Montfort, 1810
- Coelotrochus P. Fischer, 1879
- Cratidentium K. M. Donald & Spencer, 2016
- Eurytrochus P. Fischer, 1879
- Infundibulum Montfort, 1810
- Isoclanculus Cotton & Godfrey, 1934
- Mesoclanculus Iredale, 1924
- Notogibbula Iredale, 1924
- Paraclanculus Finlay, 1926
- Pulchrastele Iredale, 1929
- Rubritrochus L. Beck, 1995
- Trochus Linnaeus, 1758

### Synoniemen
- Camelotrochus B. A. Marshall, 1998 => Trochus (Camelotrochus) B. A. Marshall, 1998 => Trochus Linnaeus, 1758
- Carinidea Swainson, 1840 => Infundibulum Montfort, 1810
- Clanculopsis Monterosato, 1880 => Clanculus (Clanculopsis) Monterosato, 1880 => Clanculus Montfort, 1810
- Fragella Swainson, 1840 => Clanculus Montfort, 1810
- Infundibulops Pilsbry, 1889 => Trochus (Infundibulops) Pilsbry, 1889 => Trochus Linnaeus, 1758
- Lamprostoma Swainson, 1840 => Trochus Linnaeus, 1758
- Macroclanculus Cotton & Godfrey, 1934 => Clanculus Montfort, 1810
- Otavia Risso, 1826 => Clanculus Montfort, 1810
- Polydonta Schumacher, 1817 => Trochus Linnaeus, 1758
- Thorista Iredale, 1915 => Coelotrochus P. Fischer, 1879
- Thoristella Iredale, 1915 => Coelotrochus P. Fischer, 1879